# Kokino (naleziště)
Kokino (makedonsky Кокино) je archeologické naleziště a megalitická observatoř objevená v roce 2001 archeologem Jovicou Stankovskim na severovýchodě dnešní Severní Makedonie, přibližně 35 km od města Kumanovo, poblíž stejnojmenné vesnice, která je součástí obce Staro Nagoričane. Observatoř stará více než 3 800 let, je situována v nadmořské výšce 1 030 m na kopci Tatikev kamen a zabírá plochu o poloměru 100 m. Nejstarší archeologické nálezy pochází z rané doby bronzové, nálezy ze střední doby bronzové jsou četnější (hlavně keramické nádoby, kamenné mlýnky a několik forem na odlévání). Nalezeno bylo i osídlení z doby železné.
Roku 2005 bylo Kokino americkou NASA zařazeno na seznam významných pravěkých observatoří (dalšími členy jsou Abú Simbel, Stonehenge, Angkor Vat a kruh v Gosecku).
V roce 2010 byla podána nominace k přijetí observatoře Kokino na seznam Světového dědictví UNESCO.